# Koto Padang (Tanah Kampung)
Koto Padang is een bestuurslaag in het regentschap Sungai Penuh van de provincie Jambi, Indonesië. Koto Padang telt 1125 inwoners (volkstelling 2010).